# Sydsvenska journalen
Sydsvenska journalen var ett tidigt svenskt TV-program som sändes i dansk TV mellan 1955 och 1958.
Danmark inledde TV-sändningar 1951 och dessa nådde även delar av Skåne och övriga Sydsverige. Svensk TV skulle inte börja sändas i Stockholm förrän 1954, och det skulle dröja ytterligare några år innan dessa sändningar skulle nå södra Sverige.
För att tillgodose de sydsvenska tittarnas behov av TV inleddes ett samarbete med danska Statsradiofonien som innebar att Radiotjänst producerade en halvtimmeslång svensk TV-journal som sändes över Gladsaxesändaren en gång i veckan. Den första journalen sändes den 22 december 1955. Detta utvidgades 1957 till att omfatta ytterligare en halvtimme på tisdagar med kortfilmer och dylikt.
1958 började svensk TV sändas från Malmö och Sydsvenska journalen upphörde.
Lasse Holmqvist var programmets redaktör under en period.